# Гриффин, Персивал Байон
Персивал Байон Гриффин (род. 10 февраля 1941) — американский этнолог, антрополог и археолог, в прошлом заместитель декана колледжа социальных наук, в настоящее время почётный профессор колледжа социальных наук Гавайского университета, специалист по археологии и этнологии стран Юго-Восточной Азии, член исследовательской группы Naga Research Group. В 2005 году получил премию за наставничество от университета.
Получил учёную степень бакалавра искусств в университете Мэна в 1963 году и учёную степень доктора философии в области археологии в университете Аризоны в 1969 году, после чего был назначен преподавателем на кафедру антропологии Гавайского университета. До 2005 года был деканом колледжа социальных наук этого университета, руководителем отдела антропологии и центра «Восток-Запад». Первоначально специализировался на антропологии обществ охотников и собирателей, почти сразу же после назначения заинтересовался антропологией Филиппин, в особенности жизнью народа аэта (агта), живущего в восточной части острова Лусон. 
Впервые на полевые исследования на Филиппины выехал в 1972 году, в 1974 году на несколько лет поселился в южной части острова Палан. С конца 1980 по середину 1982 года прожил с одним из племён агта на юге провинции Кагаян, детально изучая их образ жизни и практику охоты среди местных женщин; является автором новой концепции о роли женщины в охотничьем промысле. В первой половине 1990-х годов возглавлял отдел гавайских, южноазиатских и тихоокеанских исследований Гавайского университета, в тот период существенно заинтересовавшись Индонезией, но с 1996 года переключив свой интерес на Вьетнам. Одновременно с 1994 года Гриффин вошёл в руководство археологической и антропологической программы королевства Камбоджи, специализируясь на этнографии разведения слонов и керамике.
Опубликовал большое количество работ по археологии, антропологии и этнологии Филиппин, Индонезии, Камбоджи и Вьетнама, подготовил несколько десятков ныне известных специалистов в данных областях. Считается одним из создателей современной этноархеологии Юго-Восточной Азии и Океании.